# Stanisław Walczak
Stanisław Walczak (ur. 9 kwietnia 1913 w Wadowie, zm. 11 lipca 2002 w Warszawie) – polski profesor nauk prawnych i polityk, minister sprawiedliwości w latach 1965–1971.

## Życiorys

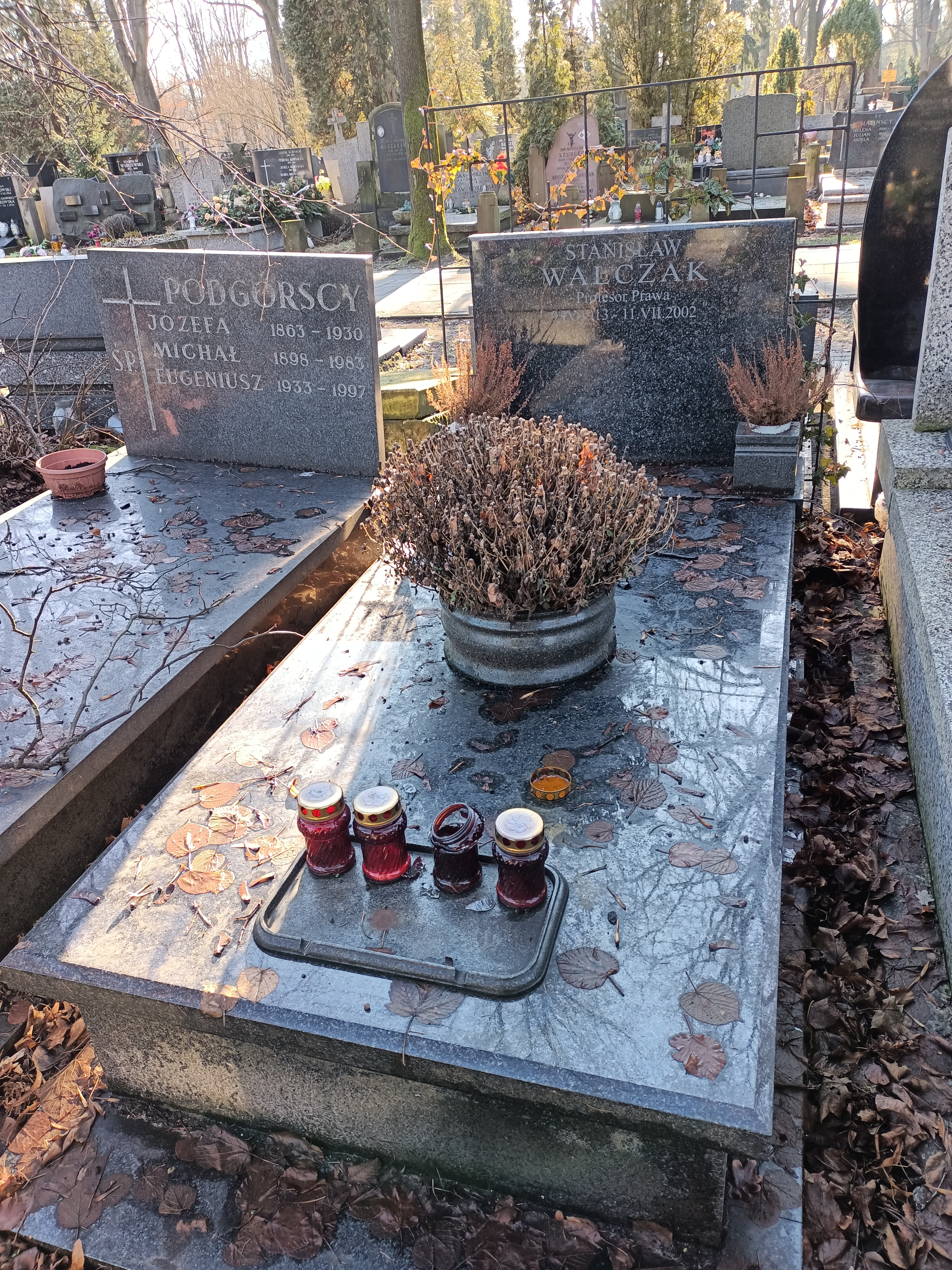
Grób Stanisława Walczaka na cmentarzu Wojskowym na Powązkach

Urodził się 9 kwietnia 1913 w Wadowie (obecnie osiedle Krakowa), w rodzinie małorolnego chłopa Józefa i Marii z Wójcików. Uczęszczał do szkoły powszechnej we wsi Ruszcza. Ukończył w 1933 I Państwowe Liceum Ogólnokształcące im. Bartłomieja Nowodworskiego w Krakowie, następnie w 1938 studia na Wydziale Prawa Uniwersytetu Jagiellońskiego. Po studiach pracował początkowo w Dyrekcji Poczt i Telegrafów w Katowicach, a następnie w Sądzie Okręgowym w Krakowie jako protokolant.
Podczas okupacji, w marcu 1940 był współorganizatorem w Krakowie formacji o charakterze marksistowskim pod nazwą „Polska Ludowa – Organizacja Ludu Pracującego”. W 1942 został członkiem PPR oraz działał w konspiracyjnym ruchu oporu z nią związanym (IV Obwód PPR i GL). Uczestniczył w organizacji pomocy krakowskim Żydom poprzez przygotowywanie im fałszywych dokumentów oraz ukrywanie ich po tzw. aryjskiej stronie, za co 16 czerwca 1992 został zaliczony przez Instytut Yad Vashem do grona Sprawiedliwych wśród Narodów Świata.
Po zakończeniu działań wojennych, od czerwca do grudnia 1945 pełnił funkcję zastępcy pełnomocnika rządu na miasto Wałbrzych, od 1946 do 1947 przewodniczący delegatury Komisji Specjalnej do Walki z Nadużyciami i Szkodnictwem Gospodarczym we Wrocławiu, następnie do 1950 przewodniczący delegatury ministra oświaty ds. młodzieży we Wrocławiu. W 1949 na Uniwersytecie Wrocławskim uzyskał stopień doktora prawa na podstawie rozprawy System społeczny i gospodarczy podstawą ustroju politycznego i źródłem porządku prawnego w państwie. W 1965 otrzymał tytuł profesora nadzwyczajnego, a w 1976 profesora zwyczajnego nauk prawnych. Pracownik naukowy Uniwersytetu Wrocławskiego (1947–1964), następnie profesor Uniwersytetu Warszawskiego (1965–1986). Był m.in. kierownikiem Zakładu Polityki Penitencjarnej (1976–1980) oraz kierownikiem Zakładu Nauk Penitencjarnych (1981–1984) w Instytucie Profilaktyki Społecznej i Resocjalizacji. Jego uczniem i zastępcą dyrektora Instytutu Profilaktyki Społecznej i Resocjalizacji w tym czasie był Andrzej Bałandynowicz. W latach 1965–1971 przewodniczący Głównej Komisji Badania Zbrodni Hitlerowskich w Polsce. Od 1984 na emeryturze.
Od 1948 należał Polskiej Zjednoczonej Partii Robotniczej. W 1949 oraz od 1956 do 1957 był członkiem egzekutywy Komitetu Wojewódzkiego PZPR we Wrocławiu, a od listopada 1956 do marca 1957 także jego sekretarzem. Od listopada 1968 do grudnia 1971 zastępca członka Komitetu Centralnego PZPR.
W 1957 został podsekretarzem stanu w Ministerstwie Sprawiedliwości, a następnie od 25 czerwca 1965 do 26 października 1971 był ministrem sprawiedliwości w czwartym rządzie Józefa Cyrankiewicza oraz rządzie Józefa Cyrankiewicza i Piotra Jaroszewicza.
Był nauczycielem akademickim w Prywatnej Wyższej Szkole Nauk Społecznych, Komputerowych i Medycznych w Warszawie.
Zmarł 11 lipca 2002 w Warszawie, pochowany na cmentarzu Wojskowym na Powązkach (kwatera B15-7-19).

## Ordery i odznaczenia[7]
- Order Sztandaru Pracy II klasy (1969)[8]
- Order Sztandaru Pracy II klasy
- Krzyż Komandorski Orderu Odrodzenia Polski
- Złoty Krzyż Zasługi (dwukrotnie: po raz pierwszy 12 listopada 1946[9])
- Medal 30-lecia Polski Ludowej
- Medal 40-lecia Polski Ludowej
- Medal 10-lecia Polski Ludowej (19 stycznia 1955)[10]
- Medal 30-lecia Armii Ludowej
- Odznaka 1000-lecia Państwa Polskiego[11]
- Złota odznaka Związku Zawodowego Pracowników Prokuratur i Sądów (1967)[12]
- Medal Sprawiedliwy wśród Narodów Świata (16 czerwca 1992)[2][13]